# Cobham (Surrey)
Pour les articles homonymes, voir Cobham.
Cobham est une localité anglaise du Surrey située à environ 27 km au sud-ouest du centre de Londres.